# Dicranomyia agape
Dicranomyia agape är en tvåvingeart som först beskrevs av Alexander 1948.  Dicranomyia agape ingår i släktet Dicranomyia och familjen småharkrankar. Inga underarter finns listade i Catalogue of Life.